# Cinema Esplai
El Cinema Esplai va ser un espai d'exhibició cinematogràfica de Barcelona que va obrir el 1932, va canviar de nom a Cine Alondra el 1939 i va tancar el 1967.
Va obrir el 1932 al número 227 del carrer de Còrsega de Barcelona, entre els carrers d'Aribau i de Muntaner. Una de les primeres pel·lícules que va projectar va ser Draps i ferro vell. Després de la Guerra Civil, al 1939, el règim franquista per ordre directa del governador Ramón Serrano Suñer va canviar el nom de molts cinemes, entre els quals el Cinema Esplai, que passà a dir-se Cine Alondra. El 1943 el propietari, Juan Alemany Janer, va tenir problemes amb la justícia per un subcontracte de lloguer del cinema amb l'empresari Pablo Cuende Andréu del cinema Miria i un actor. El cinema va tancar el 1967 i es va enderrocar per fer-hi un edifici d'habitatges. L'expresident de la Generalitat de Catalunya Jordi Pujol freqüentava les sessions dobles dels dimecres d'aquest cinema en la seva joventut segons exposa a les seves memòries.
A Salt va haver-hi un cinema que també s'anomenava Esplai.